# Klubowy Puchar Europy kobiet w szachach (1997)
1997 – drugi sezon Klubowego Pucharu Europy kobiet w szachach. Zwyciężyła jugosłowiańska Goša Smederevska Palanka.

## Uczestnicy
Lista obejmuje tylko uczestników fazy finałowej. W nawiasie podano średni ranking Elo. Źródło: OlimpBase
- Slough Chess Club (2068)
- ŠK Kastav (2189)
- Goša Smederevska Palanka (2300)
- Partizan Belgrad (2315)
- Elberfelder SG 1851 (2343)
- USV Halle (2171)
- Venus Bukareszt (2235)
- Kyjiwska Szkoła Hrosmejsteriw (2331)

## Rozgrywki

### Faza finałowa
W Rijece. Źródło: OlimpBase

#### Ćwierćfinały
20 czerwca 1997
| ŠK Kastav – USV Halle 2:2                            |
| Kyjiwska Szkoła Hrosmejsteriw – Venus Bukareszt 2½:½ |
| Partizan Belgrad – Slough Chess Club 4:0             |
| Goša Smederevska Palanka – Elberfelder SG 1851 2:2   |

#### O miejsca 5–8
21 czerwca 1997
| USV Halle – Elberfelder SG 1851 1½:2½     |
| Venus Bukareszt – Slough Chess Club 2½:1½ |

#### Półfinały
21 czerwca 1997
| Partizan Belgrad – Goša Smederevska Palanka 1½:2½ |
| ŠK Kastav – Kyjiwska Szkoła Hrosmejsteriw 2:2     |

#### O 7. miejsce
22 czerwca 1997
| Slough Chess Club – USV Halle 2:2 |

#### O 5. miejsce
22 czerwca 1997
| Elberfelder SG 1851 – Venus Bukareszt 3½:½ |

#### O 3. miejsce
22 czerwca 1997
| Kyjiwska Szkoła Hrosmejsteriw – Partizan Belgrad 2½:1½ |

#### Finał
22 czerwca 1997
| Goša Smederevska Palanka – ŠK Kastav 3:1 |

1. Nataša Bojković – Nikoletta Lakos 1:0
2. Nona Gaprindaszwili – Vlasta Maček 0:1
3. Marija Petrović – Brigida Stadler 1:0
4. Ana Benderać – Tina Trtanj 1:0

#### Klasyfikacja
| Msc | Zespół                        | M | W | R | P |
| --- | ----------------------------- | - | - | - | - |
| 1   | Goša Smederevska Palanka      | 3 | 3 | 0 | 0 |
| 2   | ŠK Kastav                     | 3 | 2 | 0 | 1 |
| 3   | Kyjiwska Szkoła Hrosmejsteriw | 3 | 2 | 0 | 1 |
| 4   | Partizan Belgrad              | 3 | 1 | 0 | 2 |
| 5   | Elberfelder SG 1851           | 3 | 2 | 0 | 1 |
| 6   | Venus Bukareszt               | 3 | 1 | 0 | 2 |
| 7   | Slough Chess Club             | 3 | 1 | 0 | 2 |
| 8   | USV Halle                     | 3 | 0 | 0 | 3 |